# Черкаський обласний інститут післядипломної освіти педагогічних працівників
Черкаський обласний інститут післядипломної освіти педагогічних працівників — комунальний заклад вищої освіти, що працює для підвищення кваліфікації педагогічних працівників Черкаської області.

## Історія
Інститут засновано 1954 року, після утворення Черкаської області, і до 15 серпня 1994 року він функціонував під назвою Черкаський обласний інститут удосконалення вчителів. На підставі рішення Міжгалузевої акредитаційної комісії Міністерства освіти України від 30 червня 1994 року № 12 інститут атестований по ІІІ рівню акредитації і змінено назву на сучасну.

## Діяльність
Інститут діє відповідно до Положення про республіканський (Автономної Республіки Крим), обласні та Київський і Севастопольський міські інститути післядипломної педагогічної освіти та Статуту, затвердженого Черкаською обласною радою.
Заклад безпосередньо підпорядковується Управлінню освіти і науки Черкаської обласної державної адміністрації; у частині нормативно-правового забезпечення — Міністерству освіти і науки України; з питань науково-методичного забезпечення — Інституту модернізації змісту освіти та державному вищому навчальному закладу «Університет менеджменту освіти».

## Науковці інституту
- Лісова Наталія Іванівна